# نانسی جانسون
نانسی جانسون (انگلیسی: Nancy Johnson؛ زادهٔ ۵ ژانویهٔ ۱۹۳۵) سیاست‌مدار اهل ایالات متحده آمریکا و متولد شیکاگو است. او یک جمهوری‌خواه و از سال ۱۹۸۳ تا ۲۰۰۷ عضو مجلس نمایندگان ایالات متحده آمریکا بوده است.